# Ancestral Romance
Ancestral Romance osmi je studijski album španjolskog simfonijskog metal sastava Dark Moor. Album je objavljen 24. studenog 2010. godine, a objavila ga je diskografska kuća Scarlet Records.

## Popis pjesama
| 1.    | »Gadir«               | 4:59 |
| 2.    | »Love from the Stone« | 4:02 |
| 3.    | »Alaric de Marnac«    | 4:42 |
| 4.    | »Mio Cid«             | 6:39 |
| 5.    | »Just Rock«           | 2:35 |
| 6.    | »Tilt at Windmills«   | 5:19 |
| 7.    | »Canción del Pirata«  | 5:39 |
| 8.    | »Ritual Fire Dance«   | 3:58 |
| 9.    | »Ah! Wretched Me«     | 4:59 |
| 10.   | »A Music in My Soul«  | 7:31 |
| 50:23 |                       |      |

## Zasluge
Dark Moor
- Enrik García — gitara
- Alfred Romero — vokali
- Roberto Cappa — bubnjevi
- Mario García González — bas-gitara

Dodatni glazbenici
- Berenice Musa — vokali

Ostalo osoblje
- Luigi Stefanini — produkcija, snimanje, miksanje, mastering
- Enrik García — produkcija
- Samuel Araya — omot albuma
- Diana Alvarez — grafički dizajn, fotografije